# Martel (Lot)
Martel é uma comuna francesa na região administrativa de Occitânia, no departamento de Lot. Estende-se por uma área de 35,28 km². Em 2010 a comuna tinha 1 656 habitantes (densidade: 46,9 hab./km²).